# Каталін Ковач (мовознавиця)
Каталíн Ковáч (раніше відома як Каталін Смідéліуш; нар. 16 жовтня 1957, Будапешт, Угорщина) — угорська мовознавиця, есперантистка, математик.

## Життєпис
Народилася 16 жовтня 1957 року в Будапешті, Угорщина. Навчалась в Угорському університеті. Одружена з французом Сильвеном Леларжем. У 2001 році народила спільна сина Мартіна. Також вона мати Петра Сміделіуша (колишнього члена правління TEJO) та Бенса Сміделіуша. Разом з чоловіком та меншим сином Каталін Ковач живе у Нідерландах.

## Кар'єра
Каталін Ковач обрала професію лінгвістки. У своїй докторській дисертації вона проаналізувала пропедевтичні значення з есперанто. Активно працює у цьому напрямі до сьогодення, продовжує проводити багато курсів та методичних семінарів. Окрім того, щоб давати теоретичні уроки, Ковач також навчає вчителів мови нової методики. Вона активно використовує свій досвід для вдосконалення викладання есперанто.
Каталін Ковач обіймала високу посаду на кафедрі прикладної лінгвістики Будапештського університету, де інтерлінгвістика є основним предметом вивчення для майбутніх лінгвістів.
Є авторкою журналу Monthly з 1994 року та була заступницею редактора Міжнародного педагогічного журналу (IPR) з 1994 по 2006 рік. У 2001 році вона створила вебсайт educado.net з вивчення есперанто і відтоді продовжує редагувати його. Каталін Ковач є членом Академії есперанто з 2007 року та головою екзаменаційної комісії AEA з 2009 року, співавторкою та видавчинею Pocket Art, авторкою багатьох мовознавчих статей, які публікуються переважно у журналі IPR.

## Нагороди
- Вебпортал educado.net отримав Диплом про неабияку ефективність (2008).
- Премія Ада Fighiera-Sikorska (2009).
- Есперантист року (2010).
- Премія культури есперанто від Фонду FAME та (2016).
- Нагорода Deguĉi за багаторічну працю в навчанні есперанто (2018).